# Großsteingrab Tisvilde Hegn 2
Das Großsteingrab Tisvilde Hegn 2 ist eine megalithische Grabanlage der jungsteinzeitlichen Nordgruppe der Trichterbecherkultur im Kirchspiel Tibirke in der dänischen Kommune Gribskov.

## Lage
Das Grab liegt im Südteil des Waldgebiets Tisvilde Hegn. Im Tisvilde Hegn gibt es zahlreiche weitere vorgeschichtliche Grabanlagen, darunter das 1,3 km westsüdwestlich gelegene Großsteingrab Tisvilde Hegn 1.

## Forschungsgeschichte
Mitarbeiter des Dänischen Nationalmuseums führten im Jahr 1886 eine Dokumentation der Fundstelle durch. Bei einer weiteren Dokumentation im Jahr 1942 konnte die Anlage nicht gefunden werden. 1958 wurde sie im gleichen Zustand wieder aufgefunden wie 1886 beschrieben. Eine weitere Dokumentation erfolgte 1986 durch Mitarbeiter der Forst- und Naturbehörde.

## Beschreibung
Die Anlage besaß ursprünglich eine ostnordost-westsüdwestlich orientierte rechteckige Hügelschüttung mit einer Länge von mindestens 35 m und einer Breite von 7,5 m. Der Hügel ist völlig abgetragen. Von der Umfassung sind noch 27 Steine erhalten: zwei an der östlichen Schmalseite, elf an der nördlichen und 14 an der südlichen Langseite. Fast alle Umfassungssteine sind umgestürzt. Innerhalb der Umfassung liegen drei Steine in Unordnung umher. Möglicherweise handelt es sich um Reste der zerstörten Grabkammer. Form und Typ der Kammer lassen sich nicht mehr bestimmen.